# Гейзер (малый ракетный корабль)
«Гейзер» — малый ракетный корабль проекта 1234.1, входит в состав Балтийского флота России.

## История строительства
Малый ракетный корабль «Гейзер» был зачислен в списки кораблей ВМФ 30 декабря 1987 года и 21 декабря 1987 года заложен на стапеле Ленинградского Приморского ССЗ (заводской № С-81). Спущен на воду 28 августа 1989 года, 27 декабря принят флотом. 28 февраля 1990 года «Гейзер» был включён в состав Балтийского флота ВМФ СССР и 26 июля 1992 года поднял Андреевский флаг.

## История службы
12 августа 2016 года совместно с ракетными катерами «Заречный» и «Моршанск» принимал участие в учениях с артиллерийскими стрельбами (из 76- и 30-мм артустановок) по мишеням, имитирующим боевые корабли и средства воздушного нападения условного противника, а также выполнял электронные ракетные пуски по мишеням, имитирующим отряд кораблей условного противника.
В сентябре 2016 года в рамках контрольного выхода в море экипаж МРК «Гейзер» успешно выполнил стрельбу крылатой ракетой «Малахит» по морскому щиту, имитирующему корабль условного противника. По данным объективного контроля, запущенная крылатая ракета успешно поразила назначенную цель на дальности свыше 50 километров. Далее запустил ракету-мишень для проходящего испытания СКР «Адмирал Макаров».
По состоянию на 2020 год входит в состав 106-го дивизиона МРК 36 бригады ракетных катеров.

## Литература

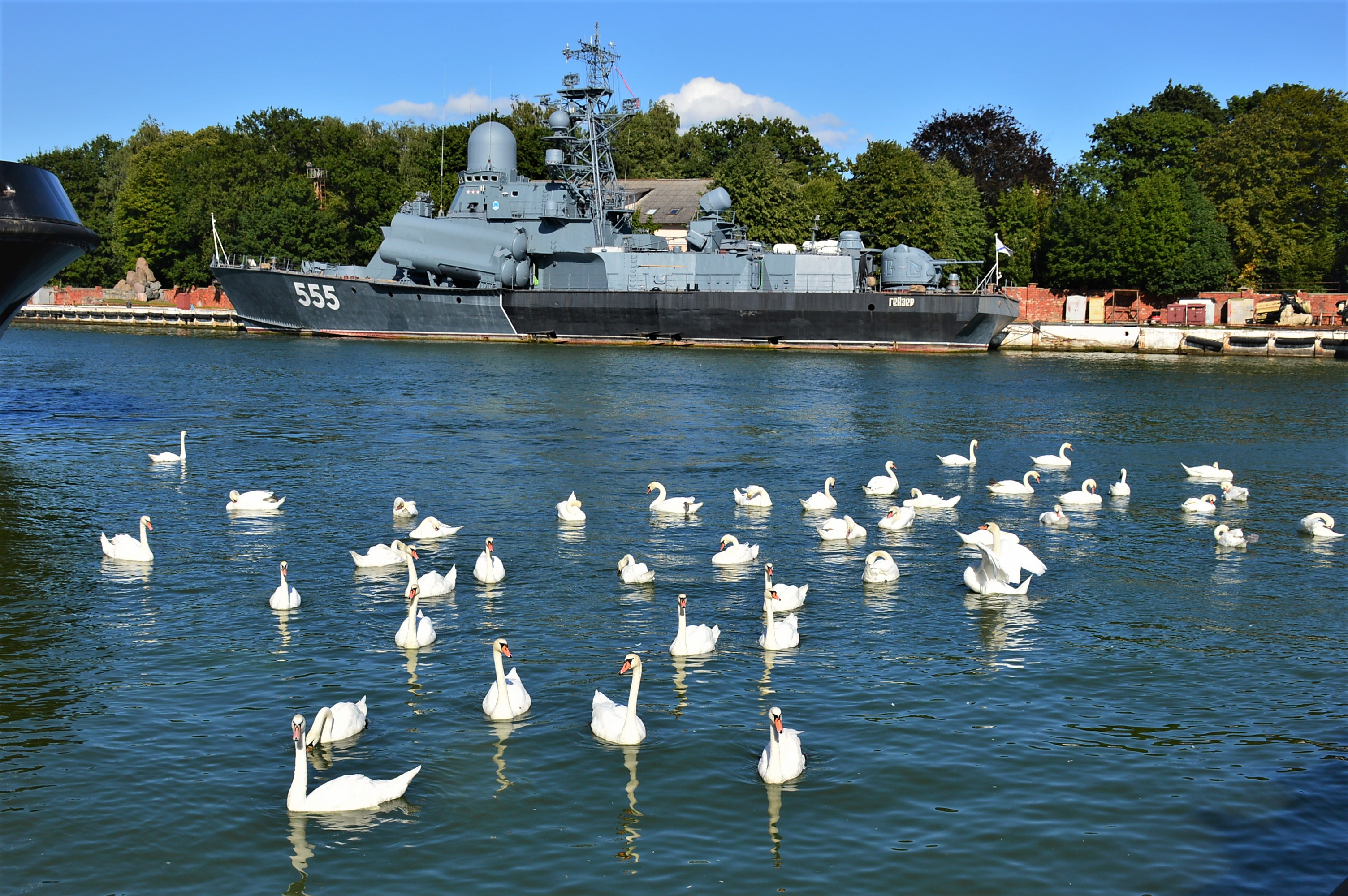
Малый ракетный корабль «Гейзер» у причала в Балтийске, 2020 год

## Известные бортовые номера
- 555[1]